# Anielewicz-Bunker

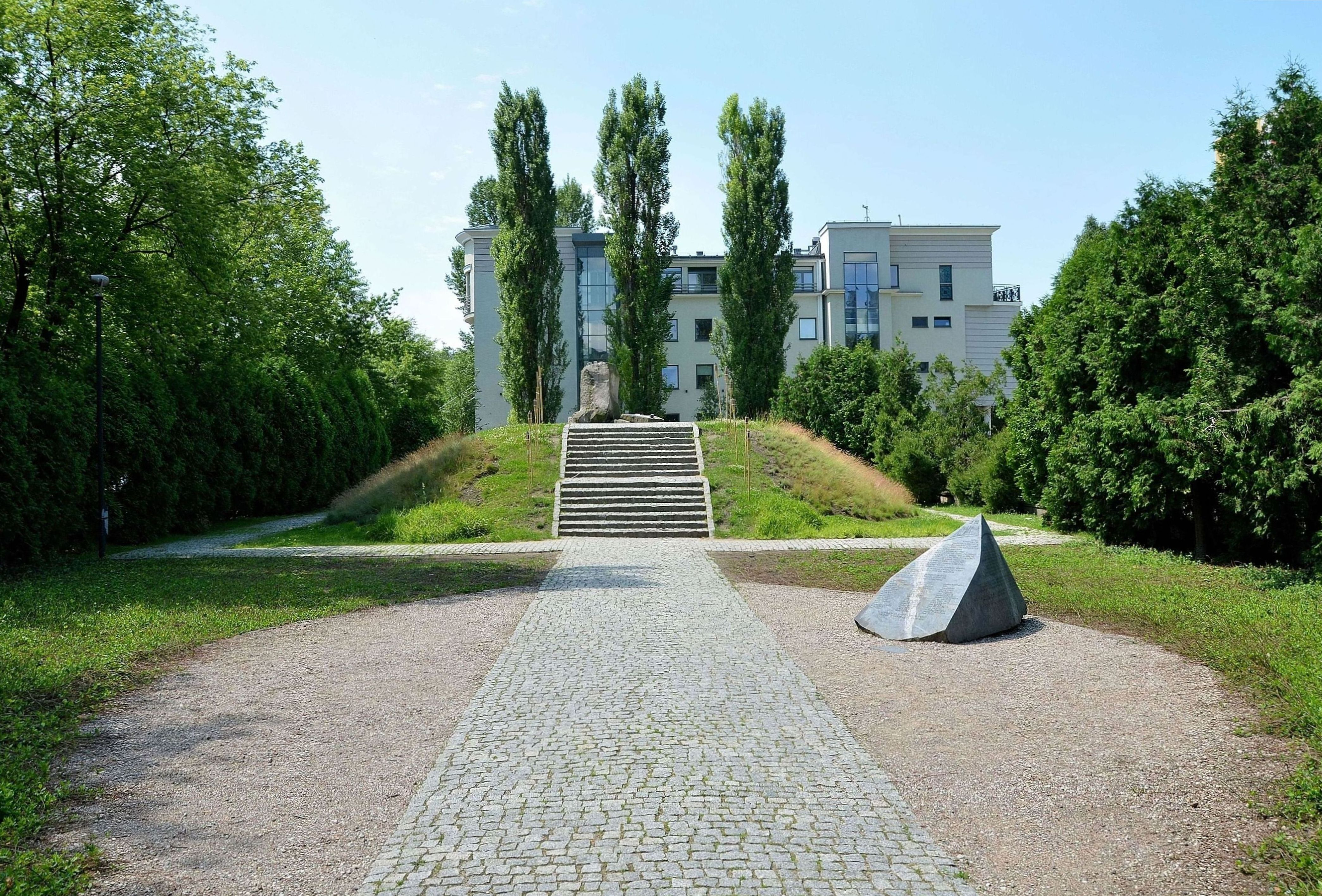
Der Anielewicz-Bunker (2012)

Der Anielewicz-Bunker (polnisch Bunkier Anielewicza) war ein Bunker an der Kreuzung der ulica Miła und ulica Dubois (vor dem Krieg: ulica Miła 18) im Warschauer Stadtteil Muranów. Heute besteht der Bunker nicht mehr. Am Ende des Aufstandes im Warschauer Ghetto versteckten sich hier die Kämpfer der Jüdischen Kampforganisation (pol. Żydowska Organizacja Bojowa, kurz ŻOB) und kamen hier ums Leben. Unter ihnen war der Kommandant der ŻOB Mordechaj Anielewicz.
Im Jahre 1946 entstand am Ort des zerstörten Bunkers ein Erinnerungshügel: der Anielewicz-Hügel (Kopiec Anielewicza)'.

## Geschichte

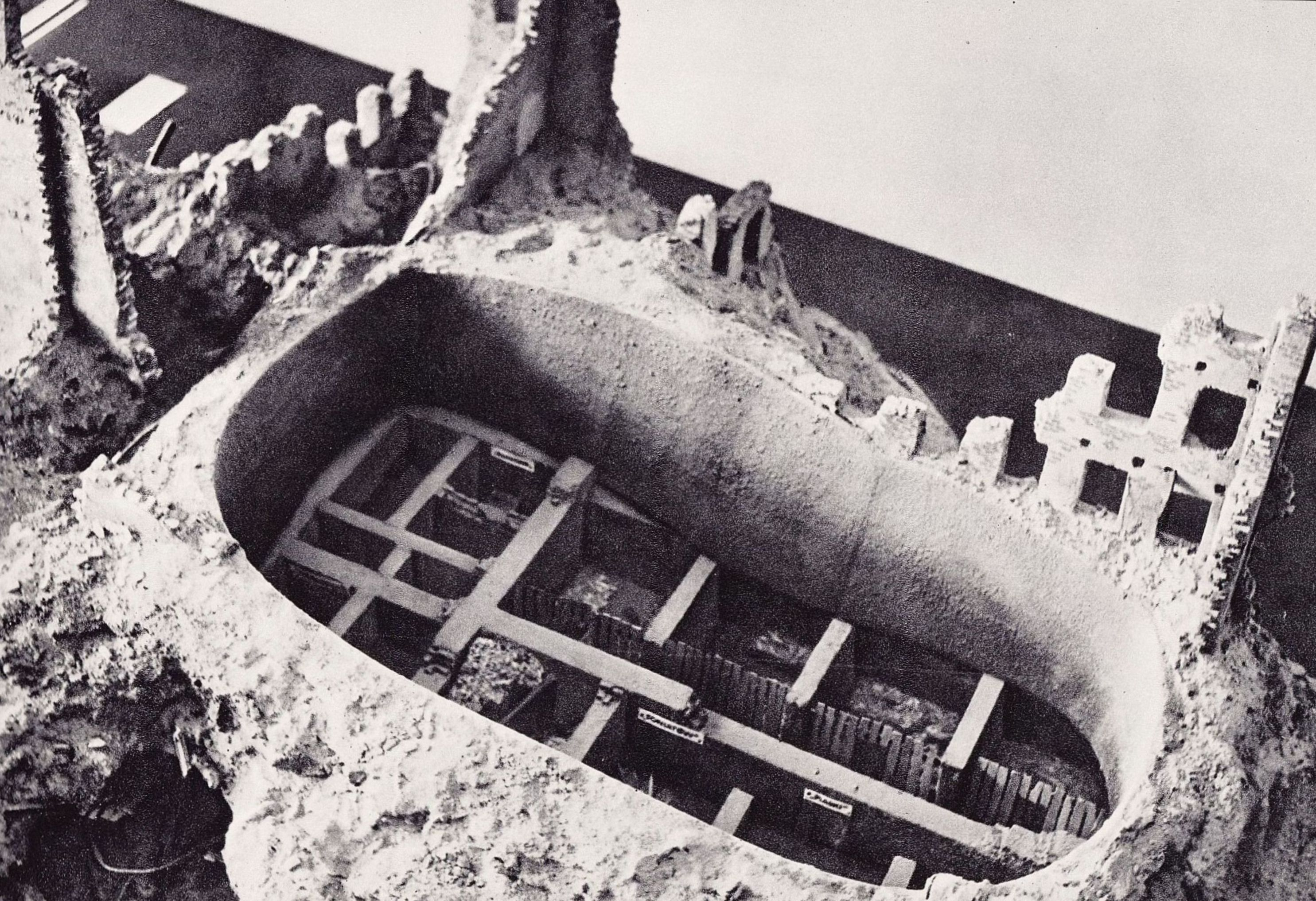
Die Rekonstruktion des Bunkers der ŻOB in der ul. Miła 18 aus der Nachkriegszeit.

Während des Aufstandes im Warschauer Ghetto befand sich in der ulica Miła 29 der Sitz des Stabes der Jüdischen Kampforganisation, der nach Entdeckung in den Bunker an der ul. Miła 18 verlegt wurde. Der Schutzraum war groß, mit Waffen und Essen gut ausgestattet und hatte Wasser- und Stromanschluss. Er befand sich unter einem Gebäude, das im September 1939 zerstört wurde. Der Bunker gehörte den Juden aus der jüdischen Unterwelt (sog. „czompowie“) unter der Anführung von Szmul Aszer. Der Schutzraum war durch einen langen engen Korridor getrennt, auf dessen beiden Seiten sich Zimmer befanden. Die Aufständischen benannten sie Treblinka, Trawniki, Poniatów, Piaski, Ghetto. Zum Bunker führten sechs Eingänge.

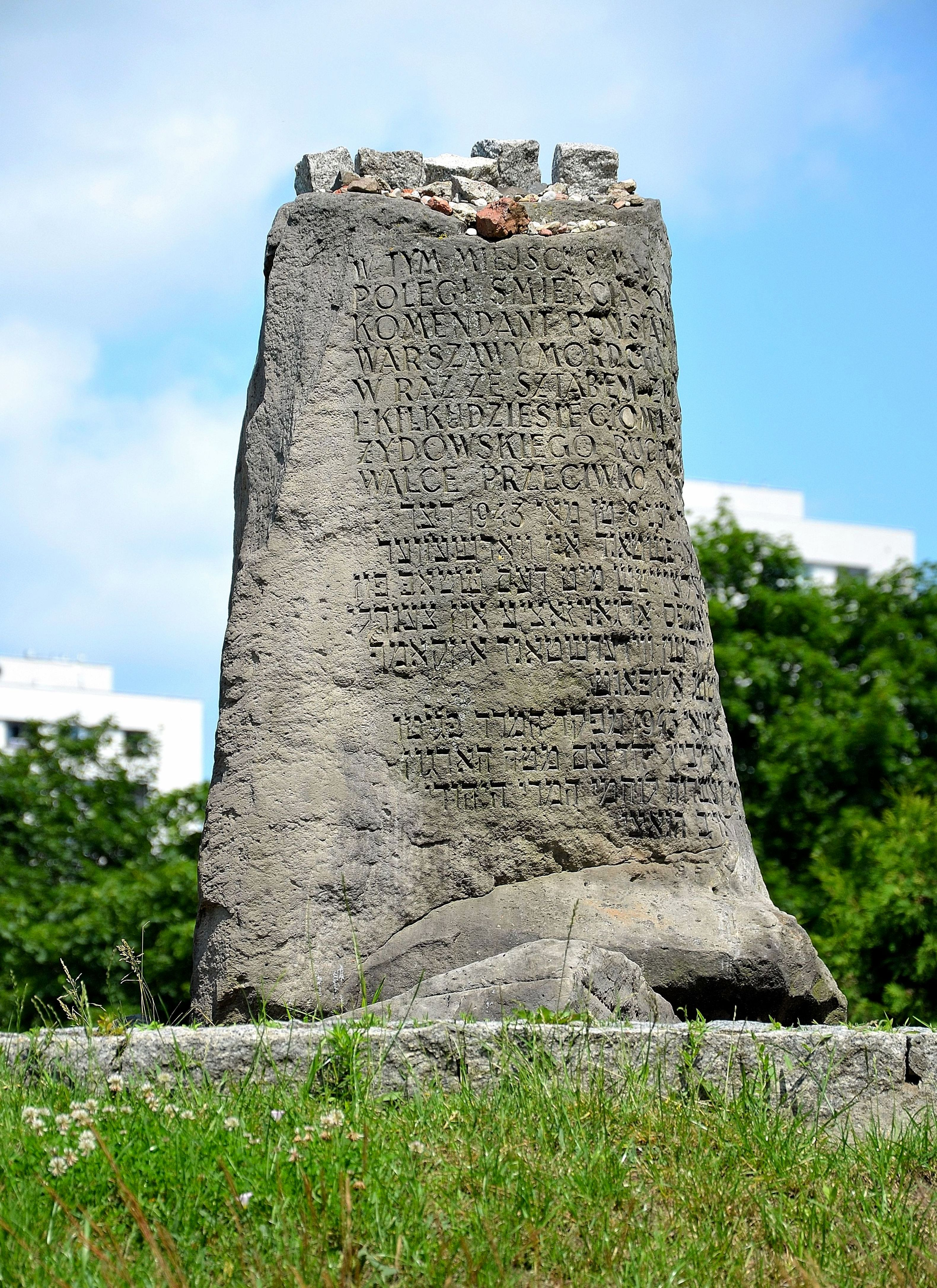
Der Gedenkstein auf der Spitze des Anielewicz-Hügels in Warschau. Oben sieht man Steine, die von den Besuchern aus Israel dort abgelegt wurden (2012)

Am 8. Mai 1943 wurde der Bunker, in dem sich zu diesem Zeitpunkt ca. 300 Menschen befanden, von den Deutschen und den mit ihnen kollaborierenden ukrainischen Truppen eingekreist. Nach der Aufforderung zur Kapitulation verließen einige versteckte Personen (hauptsächlich Zivilisten) den Bunker. Die Kämpfer der ŻOB, die zurückblieben, setzten den Kampf fort, die Deutschen begannen jedoch Gas in den Bunker zu leiten. Laut Tosia Altman, eine der wenigen Menschen, denen es gelang, aus dem Bunker durch einen von den Deutschen nicht entdeckten Ausgang (die Deutschen fanden fünf von sechs Ausgängen) zu fliehen und somit den Anschlag zu überleben, starben die jüdischen Kämpfer auf Aufruf Arie Wilners durch kollektiven Suizid. Einer von ihnen, Lutek Rotblat, erschoss zuerst seine Mutter und danach sich selbst.
Ungefähr 120 Aufständische kamen ums Leben, darunter der Kommandant der ŻOB Mordechaj Anielewicz zusammen mit seiner Freundin Mira Fuchrer. Etwa 15 Menschen überlebten, u. a. Michał Rozenfeld, Tosia Altman, Jehuda Węgrower, Pnina Zalcman und Menachem Bigelman. Manche Überlebende starben bald infolge der Verletzungen oder der Gasvergiftung, die anderen fanden später auf der „arischen Seite“ den Tod.
Der später zugeschüttete Bunker ist gleichzeitig ein Massengrab, weil auch nach 1945 keine Exhumierungen in der ul. Miła 18 durchgeführt wurden.
Aufgrund der Ähnlichkeiten zu den Ereignissen, die im Jahr 73 oder 74 in der von den Römern belagerten jüdischen Festung Masada stattfanden, wird der Bunker in der ul. Miła manchmal „Warschauer Masada“ genannt.

## Erinnerung
Aus der Initiative des Zentralkomitees der Juden in Polen wurde im Jahre 1946 aus den Trümmern der umliegenden Häuser ein Hügel (der Anielewicz-Hügel) gebaut, auf dessen Spitze ein Gedenkstein mit der Inschrift in polnischer, hebräischer und jiddischer Sprache aufgestellt wurde:

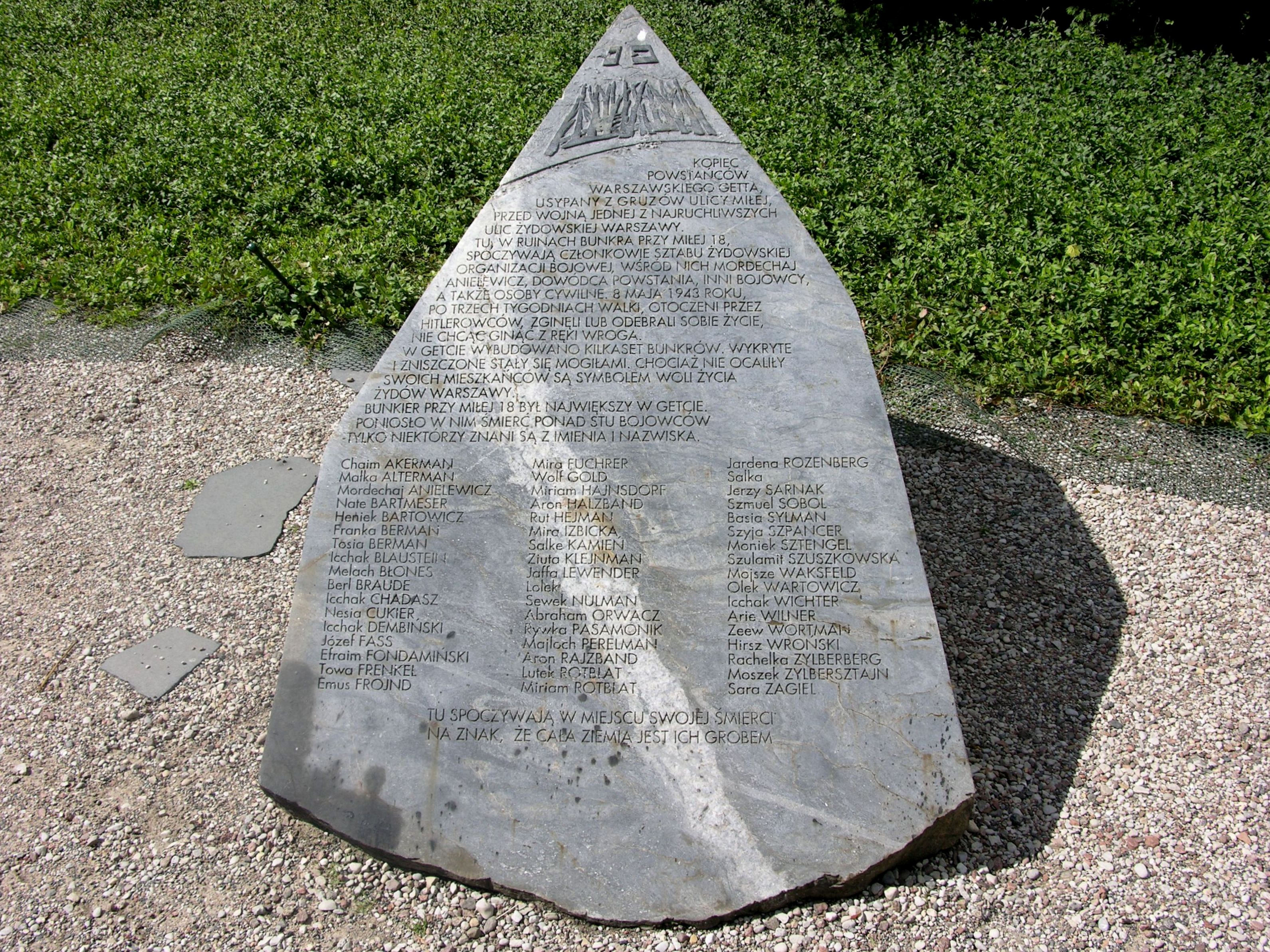
Der Obelisk am Fuß des Anielewicz-Hügels mit den 51 Namen der jüdischen Widerstandskämpfer (2011)

„An diesem Ort fand am 8. Mai 1943 der Kommandant des Aufstandes im Warschauer Ghetto Mordechaj Anielewicz zusammen mit dem Stab der Jüdischen Kampforganisation und mehreren Kämpfer der jüdischen Widerstandsbewegung im Kampf gegen die deutschen Besatzer den Tod.“
Im Jahre 2006 wurde das Gelände um den Hügel geräumt und an seinem Fuß rechts vor dem Eingang zum Erinnerungsort ein kleiner pyramidenförmiger Obelisk aufgestellt, der von Hanna Szmalenberg entworfen und von Marek Moderau gestaltet wurde. Das Denkmal ist mit der Inschrift in polnischer, englischer und jiddischer Sprache, die von Piotr Matywiecki verfasst wurde, versehen:
„Der Hügel der Aufständischen des Warschauer Ghettos, gebaut aus den Trümmern der ulica Miła, eine der belebtesten Straßen des jüdischen Warschaus vor dem Krieg.

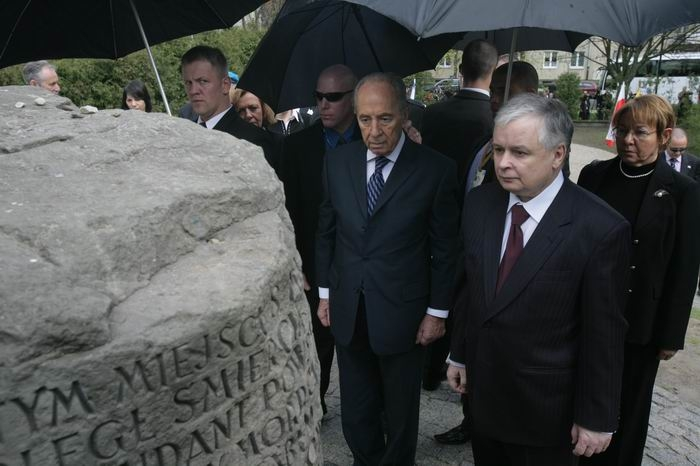
Der polnische Präsident Lech Kaczyński und der israelische Präsident Szimon Peres würdigen die jüdischen Aufständischen, die in der ul. Miła ums Leben kamen (2008).

Hier, in den Ruinen des Bunkers in der ulica Miła 18, liegen die Leichen von Mitglieder des Stabs der Jüdischen Kampforganisation, darunter Mordechaj Anielewicz, der Kommandant des Aufstandes, andere Widerstandskämpfer und auch Zivilisten. Am 8. Mai, nach drei Wochen des Kampfes und umgeben von den Nazis, wurden sie ermordet oder nahmen ihr das Leben, weil sie nicht in den Händen ihres Feindes sterben wollten. Im Ghetto entstanden mehrere Bunker. Als sie von den Nazis entdeckt und zerstört wurden, wandelten sie sich in die Gräber um. Obwohl die Bewohner der Bunker nicht überlebten, sind sie ein Symbol des Lebenswillens der Juden Warschaus. Der Bunker in der ulica Miła 18 war am größten im Ghetto. Über ein Hundert Widerstandskämpfer kam hier ums Leben. Nur manche ihre Namen sind bekannt.
Hier ruhen die Gefallenen an dem Ort ihres Todes, um daran zu erinnern, dass die ganze Erde ihr Grab ist.“
Die Namen von 51 jüdischen Kämpfern, deren Identität festgestellt wurde, befinden sich in drei Spalten auf der Vorderseite des Obelisken. Darüber hinaus wurde das Motiv des zerstörten Waldes, das auch am Umschlagplatz-Denkmal zu sehen ist, wiederholt.
Im Jahre 2008 wurde der Anielewicz-Hügel auf Antrag der Stiftung zum Schutz des jüdischen Erbes (Fundacja Ochrony Dziedzictwa Żydowskiego) ins Register der Kulturgüter (rejestr zabytków) eingetragen.
Heute befindet sich an der Adresse ul. Miła 18 ein Wohnblock, der ca. 700 Meter westlich, an einem zum Stadtbezirk Wola gehörenden Teil der ulica Miła steht.

## Die jüdischen Aufständischen, die im Bunker ums Leben kamen
- Chaim Akerman
- Małka Alterman
- Mordechaj Anielewicz (1919–1943)
- Nate Bartmeser
- Heniek Bartowicz
- Franka Berman
- Tosia Berman
- Icchak Blaustein
- Melach Błones
- Berl Braude
- Icchak Chadasz
- Nesia Cukier
- Icchak Dembiński
- Józef Fass
- Efraim Fondamiński
- Towa Frenkel
- Emus Frojnd
- Mira Fuchrer (1920–1943)
- Wolf Gold
- Miriam Hajnsdorf
- Aron Halzband
- Rut Hejman
- Mira Izbicka
- Salke Kamień
- Ziuta Klejnman
- Jaffa Lewender
- Lolek (tylko imię)
- Sewek Nulman
- Abraham Orwacz
- Rywka Pasamonik
- Majloch Perelman
- Aron Rajzband
- Lutek Rotblat
- Miriam Rotblat
- Jardena Rozenberg
- Salka (tylko imię)
- Jerzy Sarnak
- Szmuel Sobol
- Basia Sylman
- Szyja Szpancer
- Moniek Sztengel
- Szulamit Szuszkowska
- Mojsze Waksfeld
- Olek Wartowicz
- Icchak Wichter
- Arie Wilner (1917–1943)
- Zeew Wortman
- Hirsz Wroński
- Rachelka Zylberberg
- Moszek Zylbertszajn
- Sara Żagiel

## Ulica Miła 18 in der Literatur
Die Adresse des Bunkers erschien im Titel des Romans über das Warschauer Ghetto Mila 18 (1961) von Leon Uris.